# Bandiera del Maryland
La bandiera del Maryland consiste nel simbolo araldico di George Calvert, Primo Barone di Baltimora.
È l'unica, insieme alla bandiera di Washington D.C., il cui disegno sia basato su di un motivo araldico. È la bandiera ufficiale dello Stato dal 1904.

## Disegno
Il disegno color oro e nero è proprio della famiglia Calvert. Il disegno sarebbe stato creato dopo l'assalto ad una fortezza di famiglia, e i tratti neri sarebbero la stilizzazione delle barricate. Il disegno bianco e rosso con croce fioronata è invece simbolo della famiglia Crossland, famiglia della madre di Calvert.

## Storia
La colonia del Maryland fu fondata da Cecil Calvert, Secondo Barone di Baltimora che usò il suo scudo di famiglia come bandiera per lo Stato.
Durante la guerra civile, quando il Maryland fu uno "stato cuscinetto", venne usato come bandiera solo il simbolo della famiglia Crossland, in quanto il rosso era considerato un colore "secessionista".